# Mohammed Ahmad ibn Abd Allah

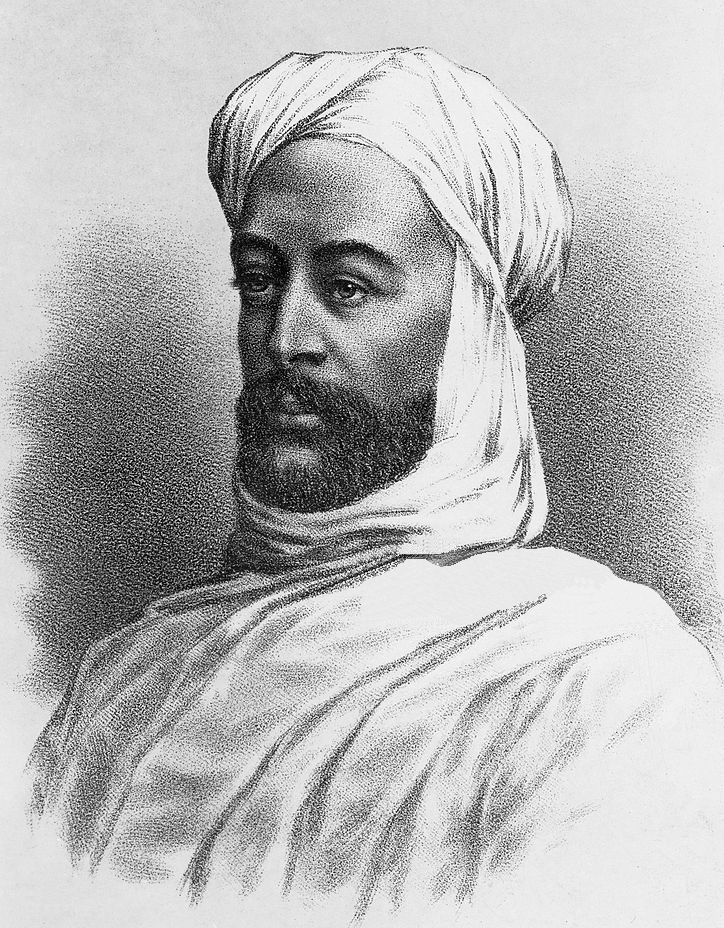
Mohammad Ahmad

Mohammed Ahmad ibn Abd Allah (12 augustus 1844 – 22 juni 1885) was een inwoner van de toenmalige Egyptische kolonie Soedan, die zichzelf tot Mahdi uitriep. 
In de sjiitische islam is de Mahdi diegene die aan het einde der tijden op zal staan en zal oordelen over de gelovigen en ongelovigen.

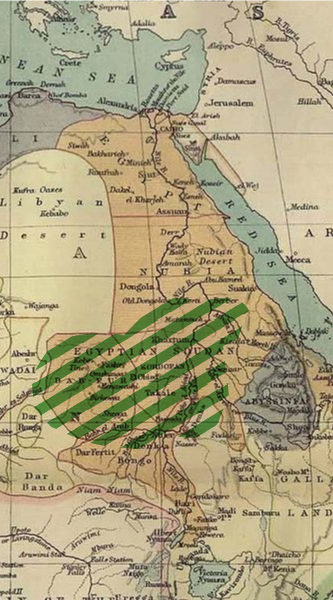
Gebied van de Mahdi-opstand (groene arcering)

In een droom deelde de profeet Mohammed hem mee dat hij de verwachte Mahdi was en dat hij eerst Soedan zou bevrijden van de Egyptische onderdrukking en de Britten, die enkele jaren tevoren hun macht over Egypte sterk hadden uitgebreid. De zelfbenoemde Mahdi verzamelde een leger en veroverde in 1883 de stad El Obeid, de hoofdstad van de provincie Kordofan. Khartoem werd op 26 januari 1885 veroverd op de Egyptenaren, waarbij de Engelse generaal in Egyptische dienst Charles George Gordon sneuvelde. Tussen 5.000 en 10.000 inwoners van Khartoem, voor het overgrote deel Soedanezen, werden die dag afgeslacht, vaak na vreselijke martelingen. Aan het einde van de middag gaf de Mahdi zijn mannen opdracht met het moorden te stoppen.
In juni van dat jaar stierf de Mahdi echter zelf. De macht werd overgenomen door zijn vertrouweling Abdallahi ibn Muhammad. Het Mahdi-rijk werd in 1898 veroverd door de Britten onder generaal Kitchener, die het leger van de opstandelingen vernietigde in de slag bij Omdurman. 
Een kleinzoon van de Mahdi, Sadiq el-Mahdi, was van 1986 tot 1989 de laatste democratisch gekozen premier van de Soedan. Hij werd afgezet door generaal El-Bashir, die tot 2019 dictator van het land was.